# Sandra Nilsson
Sandra Nilsson, född 17 februari 1986 i Ystad, är en svensk fotomodell. Nilsson utsågs till herrtidningen Playboys Playmate of the Month för januari månad 2008. 2006 deltog hon i tv-programmet Scandinavia's Next Top Model, men tvingades lämna tävlingen först av alla deltagare. 
Nilsson äger sedan 2015 ön Stora Rullingen i Mälaren utanför Strängnäs. Enligt uppgifter köptes fastigheten för 29 200 000 kronor.